# Le Pin (Deux-Sèvres)
 Le Pin  es una población y comuna francesa, situada en la región de Poitou-Charentes, departamento de Deux-Sèvres, en el distrito de Bressuire y cantón de Cerizay.

## Demografía
Le Pin (Deux-Sèvres) tiene una población aproximada de 1052 habitantes con una densidad de 55,1/km² actualmente
| 895 | 920 | 910 | 982 | 1014 | 1020 |
| Para los censos de 1962 a 1999 la población legal corresponde a la población sin duplicidades (Fuente: INSEE [Consultar]) |     |     |     |      |      |

## Geografía de Le Pin
Informaciones geográficas sobre la ciudad de Le Pin.
| Coordenadas geográficas de Le Pin | Latitud: 46.8611, Longitud: -0.655 46° 51′ 40″ Norte, 0° 39′ 18″ Oeste |
| Superficie de Le Pin              | 1.909 hectáreas 19,09 km²                                              |
| Altitud de Le Pin                 | Mínima 117 m s. n. m., Máxima 232 m s. n. m., Promedio 175 m s. n. m.  |
| Clima de Le Pin                   | Clima oceánico (Clasificación climática de Köppen: Cfb)                |

## Monumentos

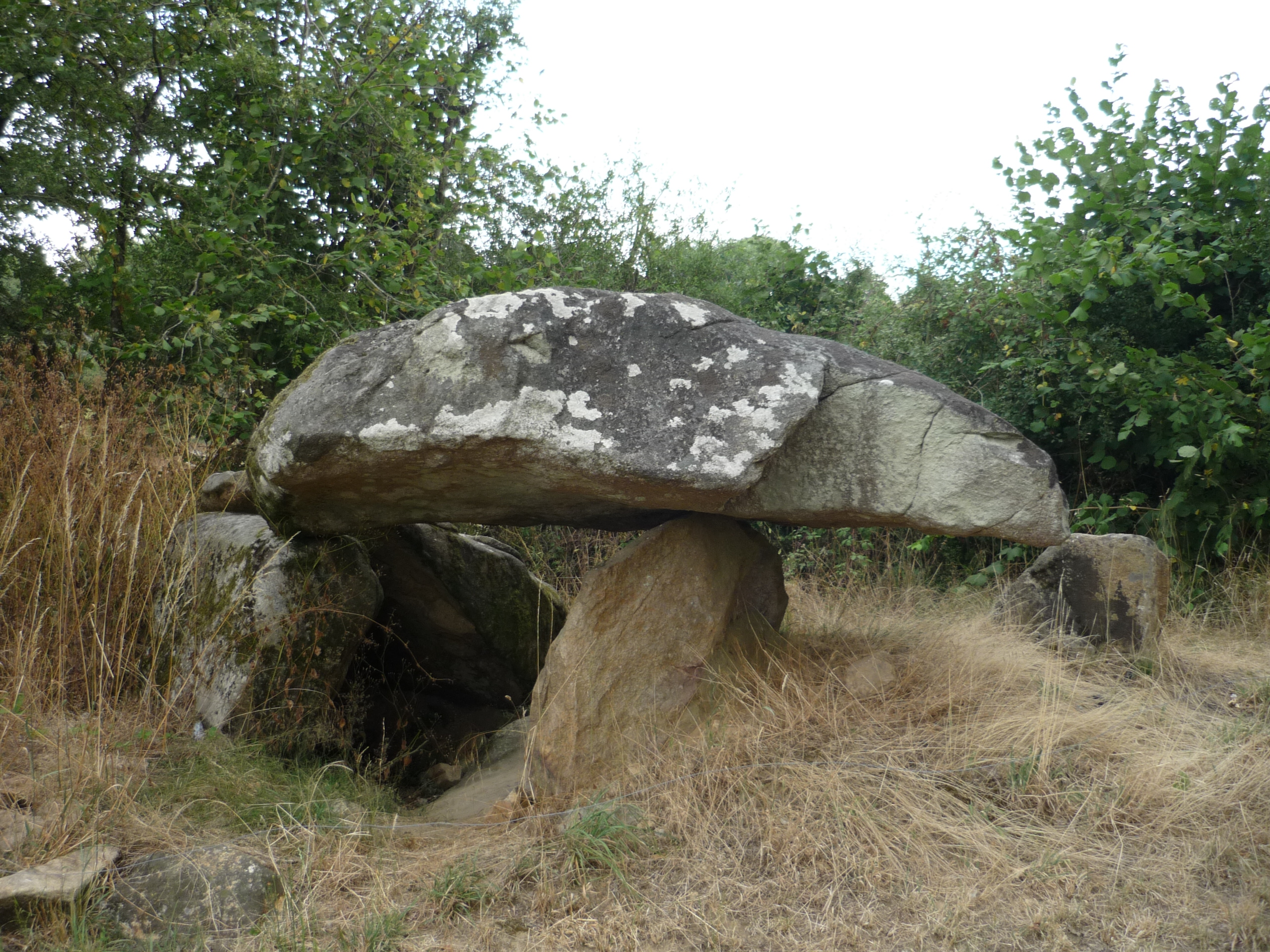
Dolmen de la Voie

Entre el patrimonio municipal destaca el dolmen de la Voie, de estilo Sepulcro de corredor y estimado en unos 4000 años de antigüedad. Se trata de un pasillo estrecho formado por acumulación de grandes piedras de 3 en 3 (quedan 6) de unos 12 metros de largo.